# Arda Turan
Arda Turan (Istanbul, 30 gennaio 1987) è un allenatore di calcio ed ex calciatore turco, di ruolo centrocampista, tecnico dello Šachtar.

## Caratteristiche tecniche
Soprannominato il Mago Turco, il suo ruolo originale era quello di ala in un attacco a tre, indipendentemente a destra o a sinistra per via della facilità che mostra nel controllo del pallone con ambo i piedi; nei suoi primi anni trascorsi con la casacca dell'Atletico Madrid, vista la volontà del tecnico Diego Simeone di passare dal 4-3-3 ad un 4-4-2 mascherato da un più coperto 4-2-3-1, ha giocato sia come esterno di centrocampo di sinistra che di destra, destreggiandosi molto bene anche come trequartista a protezione delle punte. La sua grande duttilità tattica è supportata da un ottimo dribbling, notevole abilità nel palleggio, decisione nei tackle ed ampia visione di gioco, la quale gli offre grande consapevolezza dei movimenti dei compagni, dettando quindi i tempi di impostazione, costruendo l'azione offensiva con rapidi uno-due, fraseggi, assist e passaggi filtranti.
La sua carriera ha visto una battuta d'arresto dal suo passaggio al Barcellona, dove ha dimostrato mancanza di continuità e forti limiti caratteriali che lo hanno portato ad avere vari problemi con la giustizia.

## Carriera

### Giocatore

#### Club

##### Gli inizi, Galatasaray
Cresciuto calcisticamente nelle file del Galatasaray, nella stagione 2005-2006 andò in prestito al Vestel Manisaspor, allenato da Ersun Yanal, ex commissario tecnico della Turchia.

##### Atletico Madrid

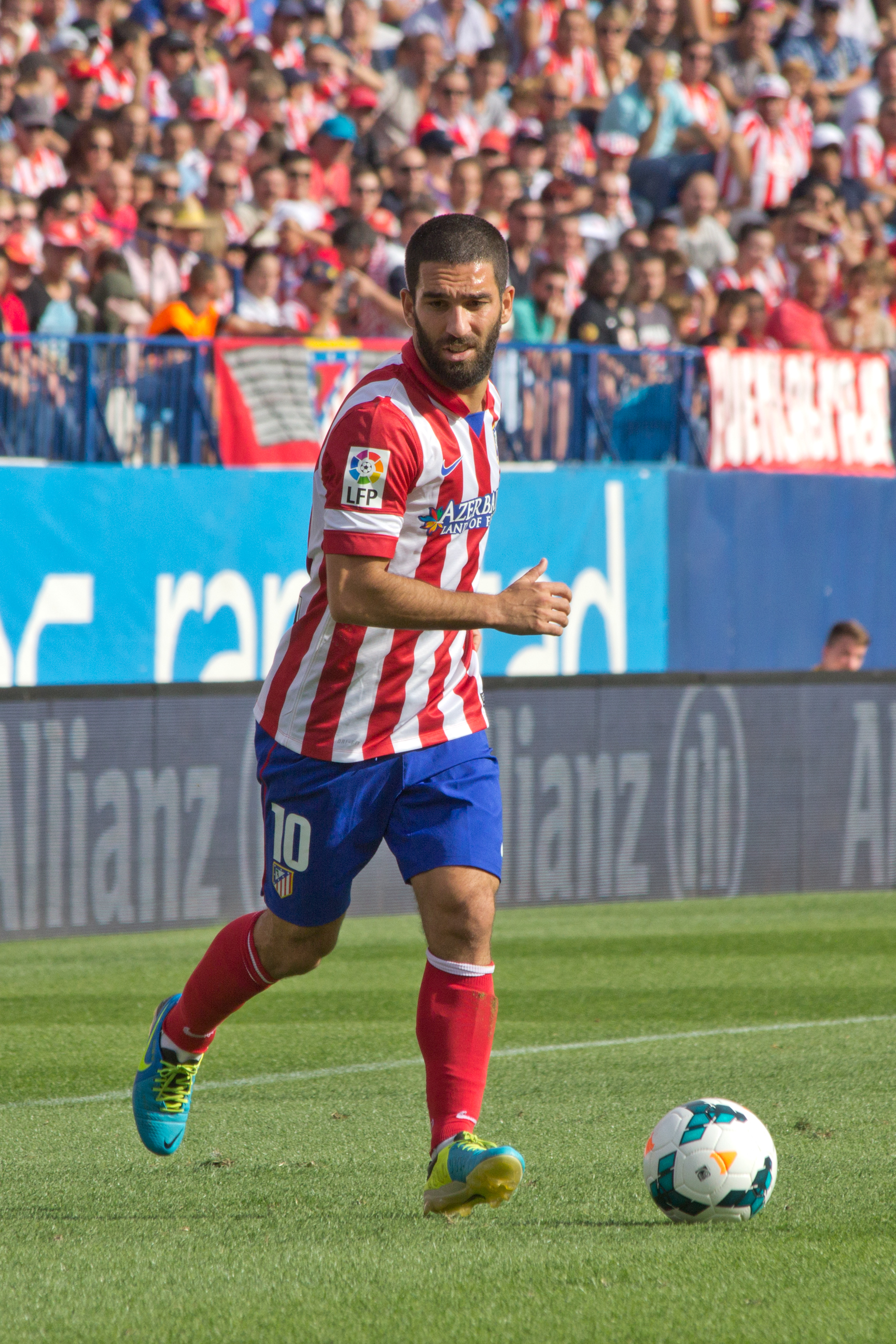
Arda Turan in azione con la maglia dell'Atletico Madrid nel 2013.

Il 10 agosto 2011 passa all'Atlético Madrid per 12 milioni di euro. Il giocatore firma un contratto di durata quadriennale vestendo la maglia nº 11. Sigla il suo primo centro con la maglia dei colchoneros nella partita di Europa League contro gli scozzesi del Celtic, decisivo per la vittoria in trasferta per 0-1. Si ripete in campionato l'11 dicembre 2011 nella partita contro l'Espanyol partita terminata 4-2 a favore dei madrileni. In 21 partite ufficiali con la maglia dell'Atletico Madrid effettua 11 assist.
Il 22 aprile nella partita interna contro l'Espanyol segna, nel giro di due minuti, la sua prima doppietta in maglia biancorossa: il primo gol lo segna in rovesciata, mentre il secondo col sinistro nell'angolino basso. Nella stagione 2012-2013 lascia a Cristian Rodríguez la maglia nº 11 per indossare la nº 10. In quella stessa stagione vince la Supercoppa UEFA il 31 agosto 2012 contro il Chelsea, sfornando ben due assist a Radamel Falcao nella partita finita 1-4 a favore dei Colchoneros.
Il 4 ottobre 2014, in occasione della sconfitta per 3-1 rimediata col Valencia, Arda gioca la sua 100ª partita in Liga con l'Atlético.

##### Barcellona
Il 6 luglio 2015 viene acquistato per 34 milioni di euro (più sette milioni di bonus) dal Barcellona, con cui firma un contratto quinquennale. A causa del blocco del calciomercato blaugrana, però, potrà essere tesserato solamente a partire dal 1º gennaio 2016 .
Esordisce il 9 gennaio 2016 contro il Granada con un assist per l'1-0 iniziale di Lionel Messi. Mette a segno la sua prima rete in blaugrana il 3 marzo 2016, siglando il 5-1 finale contro il Rayo Vallecano, ripetendosi il 12 marzo nella partita contro il Getafe, in cui mette a segno la rete del 6-0 finale con una rovesciata.

##### Istanbul B.B., ritorno al Galatasaray e ritiro
Il 13 gennaio 2018 torna a giocare in patria dopo più di sei anni, trasferendosi in prestito con diritto di riscatto fino al giugno 2020, con la possibilità di trasformarlo in trasferimento definitivo in cambio di una cifra variabile legata al rendimento del giocatore, all'İstanbul Başakşehir. Il 21 gennaio seguente debutta in campionato nella partita contro il Bursaspor al 65º al posto di Mossoró, realizzando la rete del definitivo 3-0.
Il 5 agosto 2020 fa ritorno al Galatasaray, con cui firma un contratto biennale. Durante l'infortunio di Fernando Muslera, viene nominato capitano della squadra. A scadenza del contratto, dopo aver raccolto 46 presenze e 4 reti in ogni competizione, rimane svincolato.
Il 12 settembre 2022 annuncia il proprio ritiro dall'attività agonistica.

#### Nazionale

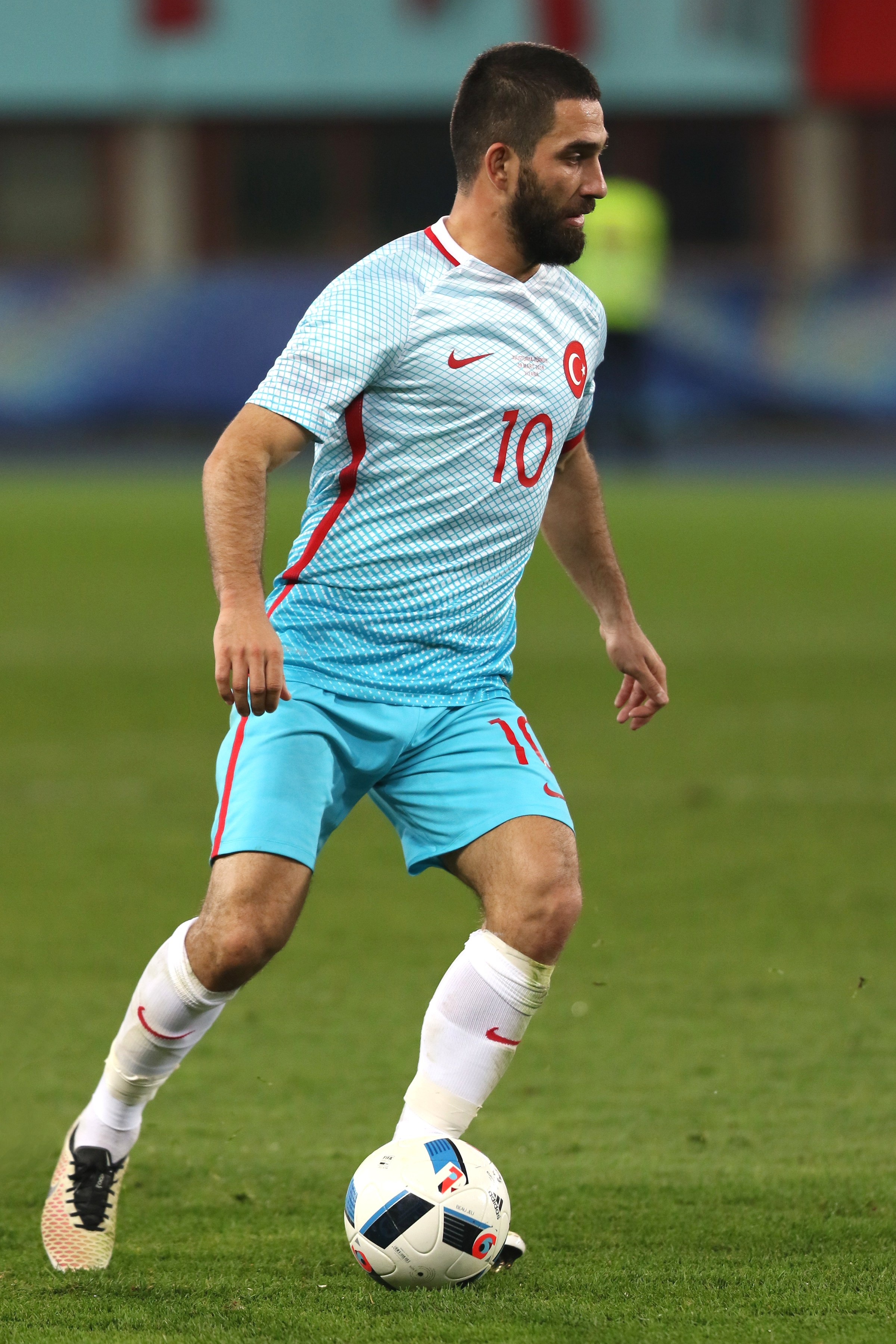
Arda Turan in azione con la maglia della nazionale turca nel 2016.

Dopo aver compiuto tutta la trafila delle nazionali giovanili turche, il 16 agosto 2006 ha debuttato in nazionale nell'amichevole contro il Lussemburgo. È stato convocato dal CT Fatih Terim in occasione del campionato d'Europa 2008. Entrato nel secondo tempo della gara contro la Svizzera, segna allo scadere del secondo tempo il gol del 2-1, siglando la vittoria della selezione turca ed eliminando la Svizzera dal torneo. Nel 3-2 di Turchia-Repubblica Ceca segna il gol dell'1-2, rete che dà il via alla rimonta turca che qualifica la squadra di Terim ai quarti ai danni dei cechi.
Convocato per gli Europei 2016 in Francia, scende in campo nelle tre partite giocata dalla nazionale turca durante la manifestazione, conclusasi già alla fase dei gironi. Il 6 giugno 2017, dopo aver aggredito verbalmente un giornalista durante il viaggio aereo che stava portando la squadra in Albania per la partita di qualificazione al Mondiale 2018 contro il Kosovo, viene allontanato dal ritiro; nella stessa giornata annuncia l'addio alla rappresentativa nazionale. Il 29 agosto 2017 pubblica sul suo profilo Instagram una foto con cui annuncia il suo ritorno in nazionale.

### Allenatore

#### Eyüpspor
Il 14 aprile 2023 viene ufficializzato come allenatore dell'Eyüpspor, club militante nella TFF 1. Lig, la seconda divisione turca. Debutta il 16 aprile nella sconfitta per 1-0 in trasferta contro il Göztepe. Il 7 aprile 2024, ha guidato l'Eyüpspor alla promozione storica promozione in Süper Lig, dopo aver sconfitto 4-1 l'Altay. Nell'ultima giornata del campionato, il ha conquistato il titolo, vincendo in trasferta per 4-0 contro l'Erzurumspor.
Dopo aver concluso la prima stagione in Süper Lig , concludendo il campionato al 6º posto, il 25 maggio 2025 annuncia che al termine della stagione avrebbe lasciato l'Eyüpspor alla scadenza del suo contratto.

#### Šachtar
Il 27 maggio 2025, Turan viene ingaggiato come tecnico dello Šachtar, firmando un contratto di due anni.

## Statistiche

### Presenze e reti nei club
Statistiche aggiornate al termine della carriera.
| Stagione                   | Squadra                    | Campionato                 | Campionato | Campionato | Coppe nazionali | Coppe nazionali | Coppe nazionali | Coppe continentali | Coppe continentali | Coppe continentali | Altre coppe | Altre coppe | Altre coppe | Totale | Totale |
| Stagione                   | Squadra                    | Comp                       | Pres       | Reti       | Comp            | Pres            | Reti            | Comp               | Pres               | Reti               | Comp        | Pres        | Reti        | Pres   | Reti   |
| -------------------------- | -------------------------- | -------------------------- | ---------- | ---------- | --------------- | --------------- | --------------- | ------------------ | ------------------ | ------------------ | ----------- | ----------- | ----------- | ------ | ------ |
| 2004-2005                  | Galatasaray                | SL                         | 1          | 0          | TK              | 1               | 0               | -                  | -                  | -                  | -           | -           | -           | 2      | 0      |
| 2005-2006                  | Vestel Manisaspor          | SL                         | 15         | 2          | TK              | 0               | 0               | -                  | -                  | -                  | -           | -           | -           | 15     | 2      |
| 2006-2007                  | Galatasaray                | SL                         | 29         | 5          | TK              | 3               | 1               | UCL                | 7                  | 2                  | ST          | 0           | 0           | 39     | 8      |
| 2007-2008                  | Galatasaray                | SL                         | 30         | 7          | TK              | 7               | 0               | CU                 | 7                  | 1                  | -           | -           | -           | 44     | 8      |
| 2008-2009                  | Galatasaray                | SL                         | 29         | 8          | TK              | 6               | 2               | UCL+CU             | 2+9                | 0+2                | ST          | 0           | 0           | 46     | 12     |
| 2009-2010                  | Galatasaray                | SL                         | 29         | 7          | TK              | 6               | 4               | UEL                | 12                 | 0                  | -           | -           | -           | 47     | 11     |
| 2010-2011                  | Galatasaray                | SL                         | 12         | 2          | TK              | 3               | 1               | UEL                | 4                  | 3                  | -           | -           | -           | 19     | 6      |
| 2011-2012                  | Atlético Madrid            | PD                         | 33         | 3          | CR              | 0               | 0               | UEL                | 12                 | 2                  | -           | -           | -           | 45     | 5      |
| 2012-2013                  | Atlético Madrid            | PD                         | 32         | 5          | CR              | 7               | 0               | UEL                | 1                  | 0                  | SU          | 1           | 0           | 41     | 5      |
| 2013-2014                  | Atlético Madrid            | PD                         | 30         | 3          | CR              | 5               | 2               | UCL                | 9                  | 4                  | SS          | 2           | 0           | 46     | 9      |
| 2014-2015                  | Atlético Madrid            | PD                         | 32         | 2          | CR              | 4               | 0               | UCL                | 10                 | 1                  | SS          | 0           | 0           | 46     | 3      |
| Totale Atlético Madrid     | Totale Atlético Madrid     | Totale Atlético Madrid     | 127        | 13         |                 | 16              | 2               |                    | 32                 | 7                  |             | 3           | 0           | 178    | 22     |
| 2015-2016                  | Barcellona                 | PD                         | 18         | 2          | CR              | 4               | 0               | UCL                | 3                  | 0                  | -           | -           | -           | 25     | 2      |
| 2016-2017                  | Barcellona                 | PD                         | 18         | 3          | CR              | 5               | 4               | UCL                | 5                  | 4                  | SS          | 2           | 2           | 30     | 13     |
| 2017-gen. 2018             | Barcellona                 | PD                         | 0          | 0          | CR              | 0               | 0               | UCL                | 0                  | 0                  | SS          | 0           | 0           | 0      | 0      |
| gen.-giu. 2018             | İstanbul Başakşehir        | SL                         | 11         | 2          | TK              | 0               | 0               | -                  | -                  | -                  | -           | -           | -           | 11     | 2      |
| 2018-2019                  | İstanbul Başakşehir        | SL                         | 14         | 0          | TK              | 2               | 0               | UEL                | 0                  | 0                  | -           | -           | -           | 1      | 0      |
| 2019-gen. 2020             | İstanbul Başakşehir        | SL                         | 9          | 0          | TK              | 0               | 0               | UCL+UEL            | 1+2                | 0                  | -           | -           | -           | 12     | 0      |
| Totale Istanbul Basaksehir | Totale Istanbul Basaksehir | Totale Istanbul Basaksehir | 34         | 2          |                 | 2               | 0               |                    | 3                  | 0                  |             | -           | -           | 39     | 2      |
| gen.-ago. 2020             | Barcellona                 | PD                         | 0          | 0          | CR              | 0               | 0               | UCL                | 0                  | 0                  | SS          | 0           | 0           | 0      | 0      |
| Totale Barcellona          | Totale Barcellona          | Totale Barcellona          | 36         | 5          |                 | 9               | 4               |                    | 8                  | 4                  |             | 2           | 2           | 55     | 15     |
| 2020-2021                  | Galatasaray                | SL                         | 32         | 4          | TK              | 1               | 0               | UEL                | 1                  | 0                  | -           | -           | -           | 34     | 4      |
| 2021-2022                  | Galatasaray                | SL                         | 7          | 0          | TK              | 0               | 0               | UCL+UEL            | 2+3                | 0                  | -           | -           | -           | 12     | 0      |
| Totale Galatasaray         | Totale Galatasaray         | Totale Galatasaray         | 169        | 33         |                 | 27              | 8               |                    | 47                 | 8                  |             | 0           | 0           | 243    | 49     |
| Totale carriera            | Totale carriera            | Totale carriera            | 381        | 55         |                 | 54              | 14              |                    | 91                 | 19                 |             | 5           | 2           | 534    | 90     |

### Cronologia presenze e reti in nazionale
| Cronologia completa delle presenze e delle reti in nazionale ― Turchia | Cronologia completa delle presenze e delle reti in nazionale ― Turchia | Cronologia completa delle presenze e delle reti in nazionale ― Turchia | Cronologia completa delle presenze e delle reti in nazionale ― Turchia | Cronologia completa delle presenze e delle reti in nazionale ― Turchia | Cronologia completa delle presenze e delle reti in nazionale ― Turchia | Cronologia completa delle presenze e delle reti in nazionale ― Turchia | Cronologia completa delle presenze e delle reti in nazionale ― Turchia |
| Data                                                                   | Città                                                                  | In casa                                                                | Risultato                                                              | Ospiti                                                                 | Competizione                                                           | Reti                                                                   | Note                                                                   |
| ---------------------------------------------------------------------- | ---------------------------------------------------------------------- | ---------------------------------------------------------------------- | ---------------------------------------------------------------------- | ---------------------------------------------------------------------- | ---------------------------------------------------------------------- | ---------------------------------------------------------------------- | ---------------------------------------------------------------------- |
| 16-8-2006                                                              | Lussemburgo                                                            | Lussemburgo                                                            | 0 – 1                                                                  | Turchia                                                                | Amichevole                                                             | -                                                                      | 77’ 82’                                                                |
| 6-9-2006                                                               | Francoforte                                                            | Turchia                                                                | 2 – 0                                                                  | Malta                                                                  | Qual. Euro 2008                                                        | -                                                                      | 46’                                                                    |
| 7-10-2006                                                              | Budapest                                                               | Ungheria                                                               | 0 – 1                                                                  | Turchia                                                                | Qual. Euro 2008                                                        | -                                                                      | 90+1’                                                                  |
| 11-10-2006                                                             | Francoforte                                                            | Turchia                                                                | 5 – 0                                                                  | Moldavia                                                               | Qual. Euro 2008                                                        | -                                                                      | 72’                                                                    |
| 15-11-2006                                                             | Bergamo                                                                | Italia                                                                 | 1 – 1                                                                  | Turchia                                                                | Amichevole                                                             | -                                                                      | 84’                                                                    |
| 7-2-2007                                                               | Tbilisi                                                                | Georgia                                                                | 1 – 0                                                                  | Turchia                                                                | Amichevole                                                             | -                                                                      | 63’                                                                    |
| 2-6-2007                                                               | Sarajevo                                                               | Bosnia ed Erzegovina                                                   | 3 – 2                                                                  | Turchia                                                                | Qual. Euro 2008                                                        | -                                                                      | 62’                                                                    |
| 5-6-2007                                                               | Dortmund                                                               | Turchia                                                                | 0 – 0                                                                  | Brasile                                                                | Amichevole                                                             | -                                                                      | 46’                                                                    |
| 22-8-2007                                                              | Bucarest                                                               | Romania                                                                | 2 – 0                                                                  | Turchia                                                                | Amichevole                                                             | -                                                                      | 46’                                                                    |
| 8-9-2007                                                               | Ta' Qali                                                               | Malta                                                                  | 2 – 2                                                                  | Turchia                                                                | Qual. Euro 2008                                                        | -                                                                      | 30’                                                                    |
| 13-10-2007                                                             | Chișinău                                                               | Moldavia                                                               | 1 – 1                                                                  | Turchia                                                                | Qual. Euro 2008                                                        | -                                                                      | 69’                                                                    |
| 17-10-2007                                                             | Istanbul                                                               | Turchia                                                                | 0 – 1                                                                  | Grecia                                                                 | Qual. Euro 2008                                                        | -                                                                      | 71’                                                                    |
| 17-11-2007                                                             | Oslo                                                                   | Norvegia                                                               | 1 – 2                                                                  | Turchia                                                                | Qual. Euro 2008                                                        | -                                                                      | 87’                                                                    |
| 21-11-2007                                                             | Istanbul                                                               | Turchia                                                                | 1 – 0                                                                  | Bosnia ed Erzegovina                                                   | Qual. Euro 2008                                                        | -                                                                      | 76’                                                                    |
| 6-2-2008                                                               | Istanbul                                                               | Turchia                                                                | 0 – 0                                                                  | Svezia                                                                 | Amichevole                                                             | -                                                                      | 46’                                                                    |
| 26-3-2008                                                              | Minsk                                                                  | Bielorussia                                                            | 2 – 2                                                                  | Turchia                                                                | Amichevole                                                             | -                                                                      | 62’ 68’                                                                |
| 20-5-2008                                                              | Bielefeld                                                              | Turchia                                                                | 1 – 0                                                                  | Slovacchia                                                             | Amichevole                                                             | -                                                                      | 73’                                                                    |
| 25-5-2008                                                              | Bochum                                                                 | Turchia                                                                | 2 – 3                                                                  | Uruguay                                                                | Amichevole                                                             | 1                                                                      | 60’                                                                    |
| 29-5-2008                                                              | Duisburg                                                               | Finlandia                                                              | 0 – 2                                                                  | Turchia                                                                | Amichevole                                                             | -                                                                      | 67’                                                                    |
| 11-6-2008                                                              | Basilea                                                                | Svizzera                                                               | 1 – 2                                                                  | Turchia                                                                | Euro 2008 - 1º turno                                                   | 1                                                                      |                                                                        |
| 15-6-2008                                                              | Ginevra                                                                | Turchia                                                                | 3 – 2                                                                  | Rep. Ceca                                                              | Euro 2008 - 1º turno                                                   | 1                                                                      | 62’                                                                    |
| 20-6-2008                                                              | Basilea                                                                | Croazia                                                                | 1 – 1 dts (1 – 3 dtr)                                                  | Turchia                                                                | Euro 2008 - Quarti di finale                                           | -                                                                      | 49’                                                                    |
| 6-9-2008                                                               | Erevan                                                                 | Armenia                                                                | 0 – 2                                                                  | Turchia                                                                | Qual. Mondiali 2010                                                    | -                                                                      |                                                                        |
| 10-9-2008                                                              | Istanbul                                                               | Turchia                                                                | 1 – 1                                                                  | Belgio                                                                 | Qual. Mondiali 2010                                                    | -                                                                      |                                                                        |
| 11-10-2008                                                             | Istanbul                                                               | Turchia                                                                | 2 – 1                                                                  | Bosnia ed Erzegovina                                                   | Qual. Mondiali 2010                                                    | 1                                                                      |                                                                        |
| 15-10-2008                                                             | Tallinn                                                                | Estonia                                                                | 0 – 0                                                                  | Turchia                                                                | Qual. Mondiali 2010                                                    | -                                                                      | 84’                                                                    |
| 11-2-2009                                                              | Smirne                                                                 | Turchia                                                                | 1 – 1                                                                  | Costa d'Avorio                                                         | Amichevole                                                             | -                                                                      | 46’                                                                    |
| 28-3-2009                                                              | Madrid                                                                 | Spagna                                                                 | 1 – 0                                                                  | Turchia                                                                | Qual. Mondiali 2010                                                    | -                                                                      | 78’                                                                    |
| 1-4-2009                                                               | Istanbul                                                               | Turchia                                                                | 1 – 2                                                                  | Spagna                                                                 | Qual. Mondiali 2010                                                    | -                                                                      | 88’                                                                    |
| 2-6-2009                                                               | Kayseri                                                                | Turchia                                                                | 2 – 0                                                                  | Azerbaigian                                                            | Amichevole                                                             | -                                                                      | 46’                                                                    |
| 5-6-2009                                                               | Lione                                                                  | Francia                                                                | 1 – 0                                                                  | Turchia                                                                | Amichevole                                                             | -                                                                      | 77’                                                                    |
| 12-8-2009                                                              | Kiev                                                                   | Ucraina                                                                | 0 – 3                                                                  | Turchia                                                                | Amichevole                                                             | -                                                                      | 86’                                                                    |
| 5-9-2009                                                               | Kayseri                                                                | Turchia                                                                | 4 – 2                                                                  | Estonia                                                                | Qual. Mondiali 2010                                                    | 1                                                                      |                                                                        |
| 9-9-2009                                                               | Zenica                                                                 | Bosnia ed Erzegovina                                                   | 1 – 1                                                                  | Turchia                                                                | Qual. Mondiali 2010                                                    | -                                                                      | 44’                                                                    |
| 14-10-2009                                                             | Bursa                                                                  | Turchia                                                                | 2 – 0                                                                  | Armenia                                                                | Qual. Mondiali 2010                                                    | -                                                                      |                                                                        |
| 3-3-2010                                                               | Istanbul                                                               | Turchia                                                                | 2 – 0                                                                  | Honduras                                                               | Amichevole                                                             | -                                                                      | 62’                                                                    |
| 22-5-2010                                                              | Harrison                                                               | Turchia                                                                | 2 – 1                                                                  | Rep. Ceca                                                              | Amichevole                                                             | 1                                                                      | 87’                                                                    |
| 26-5-2010                                                              | New Britain                                                            | Irlanda del Nord                                                       | 0 – 2                                                                  | Turchia                                                                | Amichevole                                                             | -                                                                      | 66’                                                                    |
| 29-5-2010                                                              | Filadelfia                                                             | Stati Uniti                                                            | 2 – 1                                                                  | Turchia                                                                | Amichevole                                                             | 1                                                                      |                                                                        |
| 11-8-2010                                                              | Istanbul                                                               | Turchia                                                                | 2 – 0                                                                  | Romania                                                                | Amichevole                                                             | 1                                                                      | 89’                                                                    |
| 3-9-2010                                                               | Astana                                                                 | Kazakistan                                                             | 0 – 3                                                                  | Turchia                                                                | Qual. Euro 2012                                                        | 1                                                                      |                                                                        |
| 7-9-2010                                                               | Istanbul                                                               | Turchia                                                                | 3 – 2                                                                  | Belgio                                                                 | Qual. Euro 2012                                                        | 1                                                                      |                                                                        |
| 29-3-2011                                                              | Istanbul                                                               | Turchia                                                                | 2 – 0                                                                  | Austria                                                                | Qual. Euro 2012                                                        | 1                                                                      | 89’                                                                    |
| 3-6-2011                                                               | Bruxelles                                                              | Belgio                                                                 | 1 – 1                                                                  | Turchia                                                                | Qual. Euro 2012                                                        | -                                                                      | 85’                                                                    |
| 10-8-2011                                                              | Istanbul                                                               | Turchia                                                                | 3 – 0                                                                  | Estonia                                                                | Amichevole                                                             | -                                                                      | 46’                                                                    |
| 2-9-2011                                                               | Istanbul                                                               | Turchia                                                                | 2 – 1                                                                  | Kazakistan                                                             | Qual. Euro 2012                                                        | 1                                                                      | 79’                                                                    |
| 6-9-2011                                                               | Vienna                                                                 | Austria                                                                | 0 – 0                                                                  | Turchia                                                                | Qual. Euro 2012                                                        | -                                                                      |                                                                        |
| 7-10-2011                                                              | Istanbul                                                               | Turchia                                                                | 1 – 3                                                                  | Germania                                                               | Qual. Euro 2012                                                        | -                                                                      | 70’                                                                    |
| 11-10-2011                                                             | Istanbul                                                               | Turchia                                                                | 1 – 0                                                                  | Azerbaigian                                                            | Qual. Euro 2012                                                        | -                                                                      |                                                                        |
| 11-11-2011                                                             | Istanbul                                                               | Turchia                                                                | 0 – 3                                                                  | Croazia                                                                | Qual. Euro 2012                                                        | -                                                                      | 87’                                                                    |
| 29-2-2012                                                              | Bursa                                                                  | Turchia                                                                | 1 – 2                                                                  | Slovacchia                                                             | Amichevole                                                             | -                                                                      | cap. 76’                                                               |
| 24-5-2012                                                              | Salisburgo                                                             | Georgia                                                                | 1 – 3                                                                  | Turchia                                                                | Amichevole                                                             | -                                                                      | 57’                                                                    |
| 26-5-2012                                                              | Wals-Siezenheim                                                        | Finlandia                                                              | 3 – 2                                                                  | Turchia                                                                | Amichevole                                                             | -                                                                      | 86’                                                                    |
| 29-5-2012                                                              | Wals-Siezenheim                                                        | Bulgaria                                                               | 0 – 2                                                                  | Turchia                                                                | Amichevole                                                             | -                                                                      |                                                                        |
| 2-6-2012                                                               | Lisbona                                                                | Portogallo                                                             | 1 – 3                                                                  | Turchia                                                                | Amichevole                                                             | -                                                                      | 78’ 81’                                                                |
| 5-6-2012                                                               | Ingolstadt                                                             | Turchia                                                                | 2 – 0                                                                  | Ucraina                                                                | Amichevole                                                             | -                                                                      | 66’                                                                    |
| 15-8-2012                                                              | Vienna                                                                 | Austria                                                                | 2 – 0                                                                  | Turchia                                                                | Amichevole                                                             | -                                                                      | 46’                                                                    |
| 7-9-2012                                                               | Amsterdam                                                              | Paesi Bassi                                                            | 2 – 0                                                                  | Turchia                                                                | Qual. Mondiali 2014                                                    | -                                                                      |                                                                        |
| 11-9-2012                                                              | Istanbul                                                               | Turchia                                                                | 3 – 0                                                                  | Estonia                                                                | Qual. Mondiali 2014                                                    | -                                                                      |                                                                        |
| 12-10-2012                                                             | Istanbul                                                               | Turchia                                                                | 0 – 1                                                                  | Romania                                                                | Qual. Mondiali 2014                                                    | -                                                                      |                                                                        |
| 14-11-2012                                                             | Istanbul                                                               | Turchia                                                                | 1 – 1                                                                  | Danimarca                                                              | Amichevole                                                             | -                                                                      | cap. 78’                                                               |
| 6-2-2013                                                               | Manisa                                                                 | Turchia                                                                | 0 – 2                                                                  | Rep. Ceca                                                              | Amichevole                                                             | -                                                                      | cap.                                                                   |
| 22-3-2013                                                              | Andorra la Vella                                                       | Andorra                                                                | 0 – 2                                                                  | Turchia                                                                | Qual. Mondiali 2014                                                    | -                                                                      | cap.                                                                   |
| 26-3-2013                                                              | Istanbul                                                               | Turchia                                                                | 1 – 1                                                                  | Ungheria                                                               | Qual. Mondiali 2014                                                    | -                                                                      | cap.                                                                   |
| 14-8-2013                                                              | Istanbul                                                               | Turchia                                                                | 2 – 2                                                                  | Ghana                                                                  | Amichevole                                                             | -                                                                      | 86’                                                                    |
| 6-9-2013                                                               | Kayseri                                                                | Turchia                                                                | 5 – 0                                                                  | Andorra                                                                | Qual. Mondiali 2014                                                    | 1                                                                      | cap.                                                                   |
| 10-9-2013                                                              | Bucarest                                                               | Romania                                                                | 0 – 2                                                                  | Turchia                                                                | Qual. Mondiali 2014                                                    | -                                                                      | cap. 70’                                                               |
| 11-10-2013                                                             | Tallinn                                                                | Estonia                                                                | 0 – 2                                                                  | Turchia                                                                | Qual. Mondiali 2014                                                    | -                                                                      | cap. 87’                                                               |
| 15-10-2013                                                             | Istanbul                                                               | Turchia                                                                | 0 – 2                                                                  | Paesi Bassi                                                            | Qual. Mondiali 2014                                                    | -                                                                      | cap.                                                                   |
| 15-11-2013                                                             | Adana                                                                  | Turchia                                                                | 2 – 1                                                                  | Irlanda del Nord                                                       | Amichevole                                                             | -                                                                      | cap. 89’                                                               |
| 19-11-2013                                                             | Mersin                                                                 | Turchia                                                                | 2 – 1                                                                  | Bielorussia                                                            | Amichevole                                                             | -                                                                      | cap.                                                                   |
| 5-3-2014                                                               | Istanbul                                                               | Turchia                                                                | 2 – 1                                                                  | Svezia                                                                 | Amichevole                                                             | -                                                                      | cap. 90+1’                                                             |
| 3-9-2014                                                               | Odense                                                                 | Danimarca                                                              | 1 – 2                                                                  | Turchia                                                                | Amichevole                                                             | -                                                                      | 68’                                                                    |
| 9-9-2014                                                               | Reykjavík                                                              | Islanda                                                                | 3 – 0                                                                  | Turchia                                                                | Qual. Euro 2016                                                        | -                                                                      | 60’                                                                    |
| 10-10-2014                                                             | Istanbul                                                               | Turchia                                                                | 1 – 2                                                                  | Rep. Ceca                                                              | Qual. Euro 2016                                                        | -                                                                      | cap.                                                                   |
| 13-10-2014                                                             | Riga                                                                   | Lettonia                                                               | 1 – 1                                                                  | Turchia                                                                | Qual. Euro 2016                                                        | -                                                                      | cap. 52’                                                               |
| 12-11-2014                                                             | Istanbul                                                               | Turchia                                                                | 0 – 4                                                                  | Brasile                                                                | Amichevole                                                             | -                                                                      |                                                                        |
| 16-11-2014                                                             | Istanbul                                                               | Turchia                                                                | 3 – 1                                                                  | Kazakistan                                                             | Qual. Euro 2016                                                        | -                                                                      | cap. 90’                                                               |
| 31-3-2015                                                              | Lussemburgo                                                            | Lussemburgo                                                            | 1 – 2                                                                  | Turchia                                                                | Amichevole                                                             | -                                                                      | cap. 69’ 89’                                                           |
| 8-6-2015                                                               | Istanbul                                                               | Turchia                                                                | 4 – 0                                                                  | Bulgaria                                                               | Amichevole                                                             | -                                                                      | cap. 68’                                                               |
| 12-6-2015                                                              | Almaty                                                                 | Kazakistan                                                             | 0 – 1                                                                  | Turchia                                                                | Qual. Euro 2016                                                        | 1                                                                      | cap.                                                                   |
| 3-9-2015                                                               | Konya                                                                  | Turchia                                                                | 1 – 1                                                                  | Lettonia                                                               | Qual. Euro 2016                                                        | -                                                                      | cap.                                                                   |
| 6-9-2015                                                               | Konya                                                                  | Turchia                                                                | 3 – 0                                                                  | Paesi Bassi                                                            | Qual. Euro 2016                                                        | 1                                                                      | cap. 24’ 57’                                                           |
| 10-10-2015                                                             | Praga                                                                  | Rep. Ceca                                                              | 0 – 2                                                                  | Turchia                                                                | Qual. Euro 2016                                                        | -                                                                      | cap. 85’                                                               |
| 13-10-2015                                                             | Konya                                                                  | Turchia                                                                | 1 – 0                                                                  | Islanda                                                                | Qual. Euro 2016                                                        | -                                                                      | cap.                                                                   |
| 13-11-2015                                                             | Doha                                                                   | Qatar                                                                  | 1 – 2                                                                  | Turchia                                                                | Amichevole                                                             | 1                                                                      | cap.                                                                   |
| 17-11-2015                                                             | Istanbul                                                               | Turchia                                                                | 0 – 0                                                                  | Grecia                                                                 | Amichevole                                                             | -                                                                      | cap.                                                                   |
| 24-3-2016                                                              | Adalia                                                                 | Turchia                                                                | 2 – 1                                                                  | Svezia                                                                 | Amichevole                                                             | -                                                                      | cap.                                                                   |
| 29-3-2016                                                              | Vienna                                                                 | Austria                                                                | 1 – 2                                                                  | Turchia                                                                | Amichevole                                                             | 1                                                                      | cap.                                                                   |
| 29-5-2016                                                              | Ankara                                                                 | Turchia                                                                | 1 – 0                                                                  | Montenegro                                                             | Amichevole                                                             | -                                                                      | cap.                                                                   |
| 5-6-2016                                                               | Lubiana                                                                | Slovenia                                                               | 0 – 1                                                                  | Turchia                                                                | Amichevole                                                             | -                                                                      | cap.                                                                   |
| 12-6-2016                                                              | Parigi                                                                 | Turchia                                                                | 0 – 1                                                                  | Croazia                                                                | Euro 2016 - 1º turno                                                   | -                                                                      | cap. 65’                                                               |
| 17-6-2016                                                              | Nizza                                                                  | Spagna                                                                 | 3 – 0                                                                  | Turchia                                                                | Euro 2016 - 1º turno                                                   | -                                                                      | cap.                                                                   |
| 21-6-2016                                                              | Lens                                                                   | Rep. Ceca                                                              | 0 – 2                                                                  | Turchia                                                                | Euro 2016 - 1º turno                                                   | -                                                                      | cap.                                                                   |
| 12-11-2016                                                             | Istanbul                                                               | Turchia                                                                | 2 – 0                                                                  | Kosovo                                                                 | Qual. Mondiali 2018                                                    | -                                                                      | cap.                                                                   |
| 24-3-2017                                                              | Adalia                                                                 | Turchia                                                                | 2 – 0                                                                  | Finlandia                                                              | Qual. Mondiali 2018                                                    | -                                                                      | cap.                                                                   |
| 5-6-2017                                                               | Skopje                                                                 | Macedonia                                                              | 0 – 0                                                                  | Turchia                                                                | Amichevole                                                             | -                                                                      | cap. 62’                                                               |
| 2-9-2017                                                               | Kiev                                                                   | Ucraina                                                                | 2 – 0                                                                  | Turchia                                                                | Qual. Mondiali 2018                                                    | -                                                                      | 68’                                                                    |
| 5-9-2017                                                               | Eskişehir                                                              | Turchia                                                                | 1 – 0                                                                  | Croazia                                                                | Qual. Mondiali 2018                                                    | -                                                                      | cap. 70’                                                               |
| 6-10-2017                                                              | Eskişehir                                                              | Turchia                                                                | 0 – 3                                                                  | Islanda                                                                | Qual. Mondiali 2018                                                    | -                                                                      | 45’ 60’                                                                |
| Totale                                                                 |                                                                        | Presenze (5º posto)                                                    | 100                                                                    |                                                                        | Reti (10º posto)                                                       | 17                                                                     |                                                                        |

### Statistiche da allenatore
Statistiche aggiornate al 28 luglio 2025. In grassetto le competizioni vinte.
| Stagione        | Squadra         | Campionato      | Campionato | Campionato | Campionato | Campionato | Coppe nazionali | Coppe nazionali | Coppe nazionali | Coppe nazionali | Coppe nazionali | Coppe continentali | Coppe continentali | Coppe continentali | Coppe continentali | Coppe continentali | Altre coppe | Altre coppe | Altre coppe | Altre coppe | Altre coppe | Totale | Totale | Totale | Totale | % Vittorie | Piazzamento |
| Stagione        | Squadra         | Comp            | G          | V          | N          | P          | Comp            | G               | V               | N               | P               | Comp               | G                  | V                  | N                  | P                  | Comp        | G           | V           | N           | P           | G      | V      | N      | P      | %          | Piazzamento |
| --------------- | --------------- | --------------- | ---------- | ---------- | ---------- | ---------- | --------------- | --------------- | --------------- | --------------- | --------------- | ------------------ | ------------------ | ------------------ | ------------------ | ------------------ | ----------- | ----------- | ----------- | ----------- | ----------- | ------ | ------ | ------ | ------ | ---------- | ----------- |
| apr.-giu. 2023  | Eyüpspor        | 1L              | 5+3        | 1+2        | 2          | 2+1        | TK              | -               | -               | -               | -               | -                  | -                  | -                  | -                  | -                  | -           | -           | -           | -           | -           | 8      | 3      | 2      | 3      | 37,50      | Sub., 6º    |
| 2023-2024       | Eyüpspor        | 1L              | 34         | 24         | 3          | 7          | TK              | 2               | 1               | 0               | 1               | -                  | -                  | -                  | -                  | -                  | -           | -           | -           | -           | -           | 36     | 25     | 3      | 8      | 69,44      | 1º (prom.)  |
| 2024-2025       | Eyüpspor        | SL              | 36         | 15         | 8          | 13         | TK              | 4               | 2               | 1               | 1               | -                  | -                  | -                  | -                  | -                  | -           | -           | -           | -           | -           | 40     | 17     | 9      | 14     | 42,50      | 6º          |
| Totale Eyupspor | Totale Eyupspor | Totale Eyupspor | 78         | 42         | 13         | 23         |                 | 6               | 3               | 1               | 2               |                    | -                  | -                  | -                  | -                  |             |             |             |             |             | 84     | 45     | 14     | 25     | 53,57      |             |
| 2025-2026       | Šachtar         | PL              | -          | -          | -          | -          | KU              | -               | -               | -               | -               | UEL                | 4                  | 3                  | 1                  | 0                  | -           | -           | -           | -           | -           | 4      | 3      | 1      | 0      | 75,00      | in carica   |
| Totale carriera | Totale carriera | Totale carriera | 78         | 42         | 13         | 23         |                 | 6               | 3               | 1               | 2               |                    | 4                  | 3                  | 1                  | 0                  |             |             |             |             |             | 88     | 48     | 15     | 25     | 54,55      |             |

## Palmarès

### Competizioni nazionali
- Coppa di Turchia: 1

Galatasaray: 2004-2005
- Campionato turco: 1

Galatasaray: 2007-2008
- Supercoppa di Turchia: 1

Galatasaray: 2008
- Coppa di Spagna: 3

Atletico Madrid: 2012-2013
Barcellona: 2015-2016, 2016-2017
- Campionato spagnolo: 2

Atlético Madrid: 2013-2014
Barcellona: 2015-2016
- Supercoppa di Spagna: 2

Atlético Madrid: 2014
Barcellona: 2016

### Competizioni internazionali
- UEFA Europa League: 1

Atlético Madrid: 2011-2012
- Supercoppa UEFA: 1

Atlético Madrid: 2012

### Allenatore
- TFF 1. Lig: 1

Eyüpspor: 2023-2024